# Перша юдейська війна

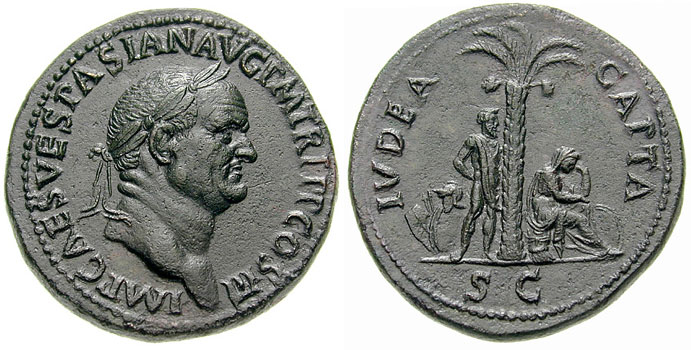
Римські монети з портретом Веспасіана і написом IVDEA CAPTA (Підкорена Юдея)

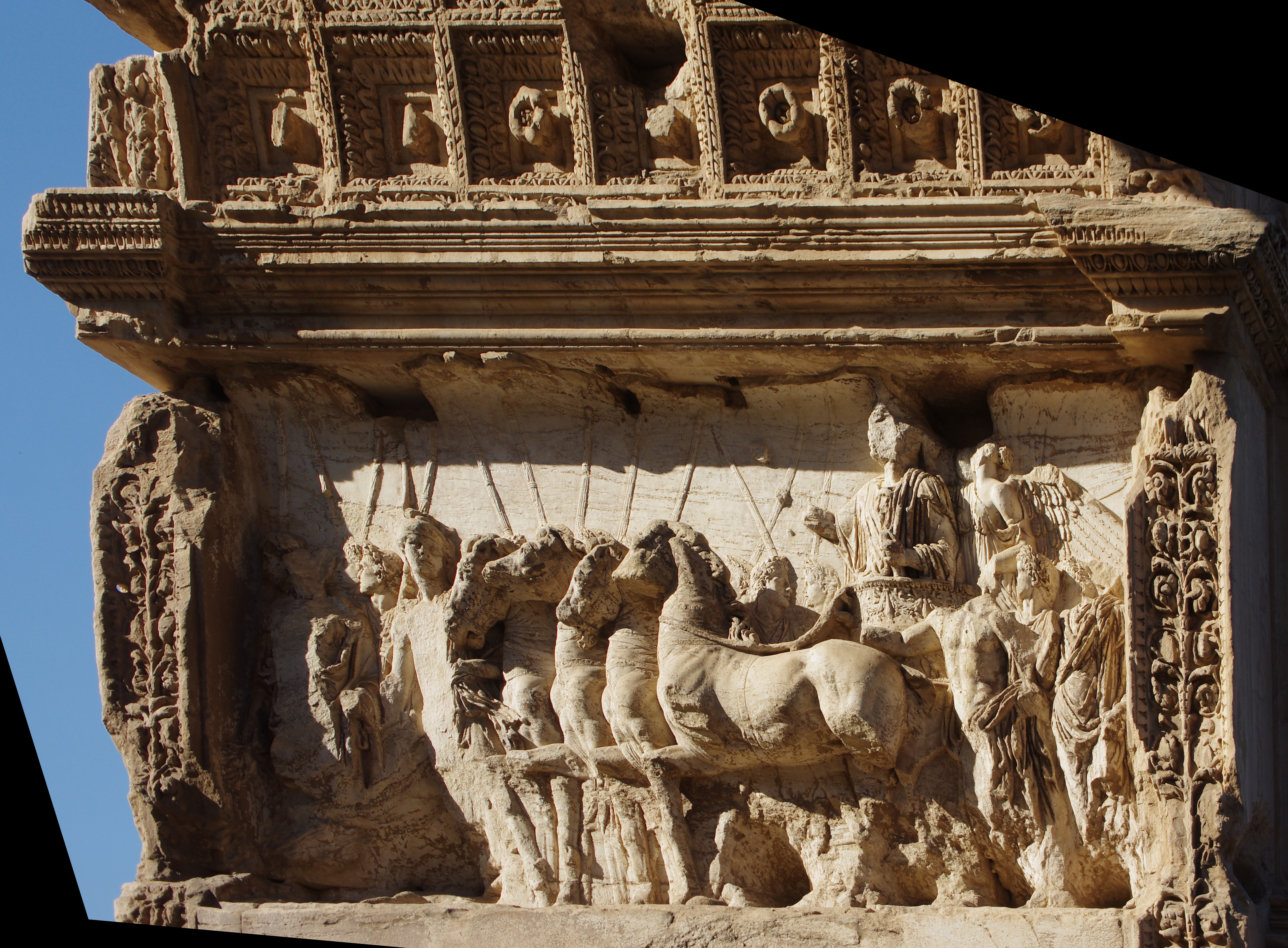
Арка Тита: Тит Флавій Веспасіан на квадризі під час тріумфу

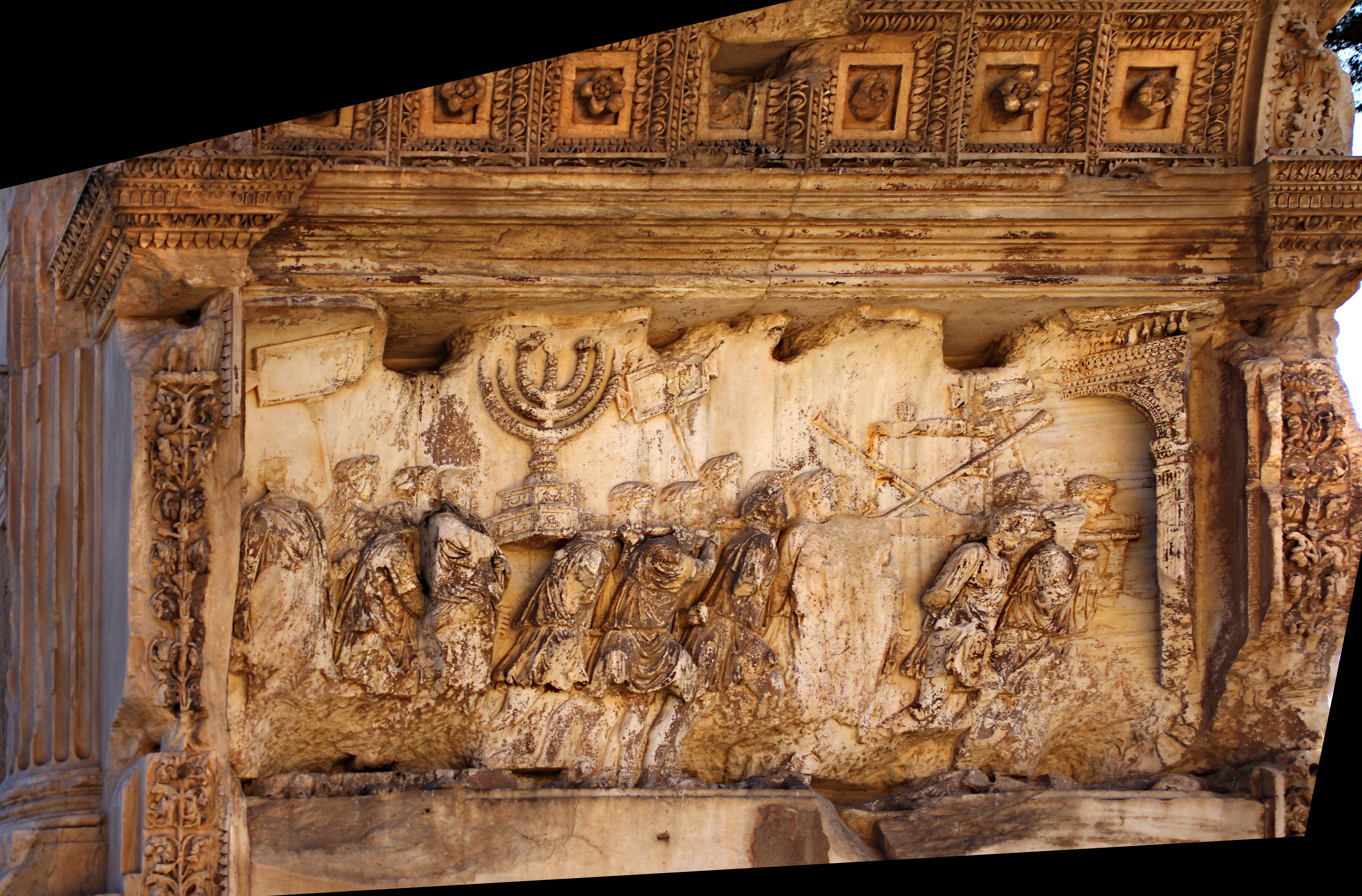
Арка Тита: Перша Юдейська війна. Хода з менорою

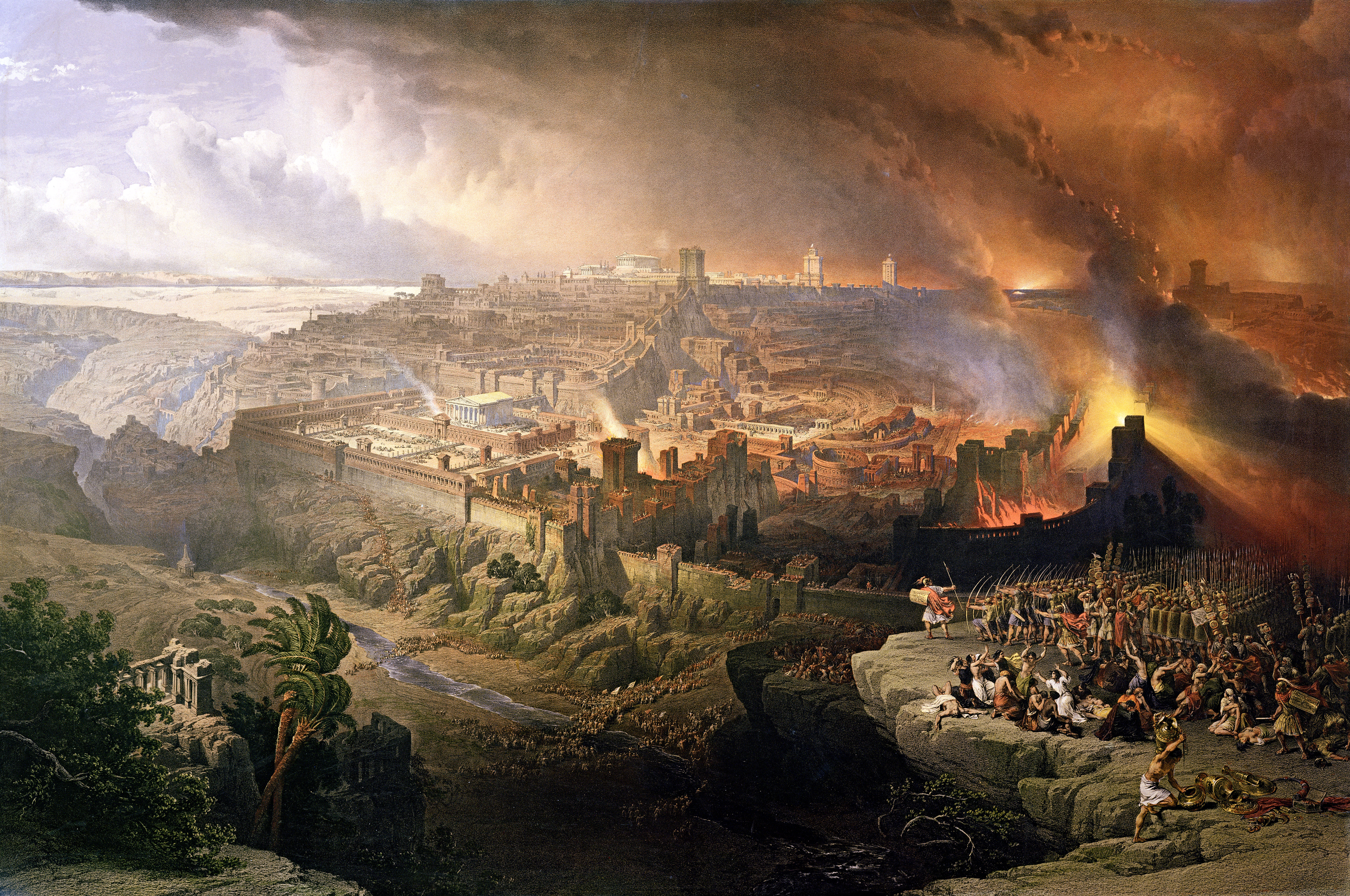
Облога і зруйнування Єрусалима римлянами під командуванням Тита, 70 рік. Девід Робертс, олія, 1850

Перша юдейська війна — єврейське загальнонаціональне повстання проти Риму, яке спалахнуло в Єрусалимі в 66 році. На придушення повстання були кинуті римські легіони під керівництвом Веспасіана, починаючи з 69 року, коли Веспасіан став імператором. Пізніше римлян очолив його син Тит. Війна закінчилася завоюванням Єрусалиму восени 70 року та знищенням Другого храму. З падінням Єрусалиму війна практично завершилась, однак у руках юдеїв ще залишалася низка фортець. Першою була взята Махайра на східному березі Мертвого моря, а остаточно повстання було придушене лише зі знищенням оплоту юдеїв у Масаді на західному березі моря. Місто було взяте лише в 73 (а за деякими даними в 74 році).
Детальний опис цієї війни залишив її очевидець, учасник і спочатку один з командирів єврейських сил Йосип Флавій у своїй книзі «Юдейська війна».

## Причини та передумови повстання
Після смерті Ірода Агріппи Юдеєю, що ввійшла до складу провінції Сирія, управляли римські прокуратори і майже всі імператори зважали на релігійні традиції юдеїв. Вони були звільнені від військової служби і не брали участі в культі імператора. Попри це, між римською владою і населенням не вщухали конфлікти. Населення Юдеї, як і інших провінцій, потерпало від непомірних податків. Юдеї побоювались за свободу своєї релігії, яка характеризувалась винятковістю і не допускала втручання іновірців, внаслідок того, що прокуратори і розміщені в Юдеї солдати нерідко порушували релігійні привілеї юдейства.
У самій Юдеї не припинялася внутрішня боротьба. Головні юдейські політичні угруповання виникли ще в доримську епоху, а традиційні незгоди між ними посилювались внаслідок різного ставлення до римського панування. Римляни спирались на прихильників династії Ірода — садукеїв, партію вищого юдейського духовенства, великих землевласників. Садукеї не були популярні серед широких мас населення. Ще в I столітті до н. е. в Юдеї великого значення набули фарисеї — ревнителі суворого дотримання обрядів і ритуальної чистоти. Вони мали певну підтримку вищих і середніх верств, міського населення, але до них негативно ставились селяни, які частково підтримували демократичне угруповання зелотів, а частково — ессеїв, які перебували далеко від політики і становили окрему релігійну організацію.

## Хід подій

### Початок повстання
Повстання було викликано утисками Гессія Флора, прокуратора Юдеї. Рушійною силою повстання став рух ревнителів-зелотів. Повстання охопило всю Палестину і навіть перекинулося на великі єврейські громади в сусідніх Єгипті та Сирії; в Александрії, Дамаску та інших містах розпочалися вбивства і вуличні битви, у яких гинули десятки тисяч людей.

### Розгром Цестія Галла
У 66 році правитель Сирії Гай Цестій Галл рушив на Єрусалим з XII Блискавичним легіоном (Legio XII Fulminata) для придушення заколоту й навіть зміг увійти в місто, але відбитий Симоном (Шимоном) бар Гіором почав відступати. Під час відступу римляни потрапили в засідку біля Бет-Орона, де втратили 6000 воїнів. Євреї відновили теократичне правління. На чолі повсталих стояв первосвященник Анна, серед ватажків висунулися Йосип бен Матітьягу (Йосип Флавій), воєначальник Галілеї, та Іоанн Гіскальский.

### Контрнаступ Веспасіана
Замість Цеста в Юдею був присланий Веспасіан, який зібрав в Антіохії 60 000 римських і союзницьких воїнів. Після тривалої облоги він узяв місто Іотапату (Йодфат), що стоїть між Птолемаїдою та Тіверіадою; при цьому загинуло 40 000 юдеїв, багато з них самі позбавляли себе життя; до числа тих, хто здався, належав Йосип бен Матитьягу, який у полоні взяв ім'я Йосип Флавій.
Інші міста Галілеї (зокрема Гамла) згодом спіткала та ж доля; вцілілі загони зелотів поспішили сховатися в Єрусалимі. Однак невдовзі в місті почались сильні партійні чвари. Партія поміркованих була запідозрена в симпатіях до римлян і позбулася будь-якого впливу; зелоти вбили Анну та інших вождів поміркованої партії і, закликавши до Єрусалиму ідумеян, влаштували терористичний режим. Серед них самих незабаром стався розкол: навколо Симона бар Гіора зібралася партія простого народу, а навколо Іоанна Гіскальского — освічені класи; третя партія, на чолі з Елеазором, назвалася священицькою.

### Взяття Єрусалима
У 70 році син Веспасіана, Тит, за дорученням батька взяв Єрусалим в облогу. Юдеї мужньо захищалися; в місті виник сильний голод, і вже в перші місяці облоги від нього загинуло близько 115 000 осіб. Після взяття міста, яке супроводжувалось страшною різаниною і руйнуваннями, Тит вирушив до Риму, де відсвяткував чудовий тріумф; серед полонених, які йшли за колісницею тріумфатора, були вожді інсургентів, Іоанн і Симон.
Іоанн був кинутий у темницю, де і помер, а Симон був страчений. У Палестині, після взяття Єрусалиму, ще кілька років тривала запекла боротьба проти залишків радикального крила зелотів — сікаріїв. Останній оплот повстанців, Масада, римляни захопили лише 73 чи 74 року. Коли стіни фортеці були так сильно пошкоджені, що очікувалося їх падіння, сікарії спалили свої будинки і скарби та вчинили масове самогубство.

### Жертви
Протягом всієї війни, за словами древніх письменників, було вбито 600 000 осіб (при 2-мільйонному населенні Палестини); число загиблих від голоду, проданих у рабство і т. д. не визначається, але воно було величезне.

## Результати війни
Перемога над нечисленним народом, яка дісталася дорогою ціною, несла так мало честі, що ні Веспасіан, ні Тит не захотіли прийняти титул Judaicus («переможець юдеїв»). Тільки написи на монетах, вибитих на честь перемоги, свідчили про «підкорену Юдею». Палестина була розділена на частини й роздана або розпродана новим поселенцям; податки, які юдеї платили в Єрусалимський храм, вони тепер повинні були платити новозбудованому храму Юпітера Капітолійського. Управління провінцією було відокремлено від Сирії; намісником почали призначати преторіанского легата імператора.